# Reerslev Sogn (Høje-Taastrup Kommune)
 For alternative betydninger, se Reerslev Sogn. (Se også artikler, som begynder med Reerslev Sogn)
Reerslev Sogn er et sogn i Høje Taastrup Provsti (Helsingør Stift).
I 1800-tallet var Vindinge Sogn anneks til Reerslev Sogn. Begge sogne hørte til Tune Herred i Roskilde Amt. Reerslev-Vindinge sognekommune blev ved kommunalreformen i 1970 delt, så Reerslev blev indlemmet i Høje-Tåstrup Kommune og Vindinge blev indlemmet i Roskilde Kommune.
I Reerslev Sogn ligger Reerslev Kirke.
I sognet findes følgende autoriserede stednavne:
- Flintebjerg (bebyggelse)
- Reerslev (bebyggelse, ejerlav)
- Stærkende (bebyggelse, ejerlav)